# Euscelophilidius burmanus
Euscelophilidius burmanus es una especie de coleóptero de la familia Attelabidae.

## Distribución geográfica
Habita en Birmania y China.